# آلان پاتریک
آلان پاتریک (به پرتغالی: Alan Patrick Lourenço) هافبک اهل برزیل است که در شهر Catanduva و در تاریخ ۱۳ فوریهٔ ۱۹۹۱ به دنیا آمده‌است.
آلان پاتریک در تیم‌های فوتبال سانتوس ،شاختار دونتسک، باشگاه ورزشی اینترناسیونال سابقهٔ حضور دارد. این بازیکن همچنین در سال، ۲۰۰۸ برای، Brazil U-۱۹ به میدان رفته‌است